# Issoria neopina
Issoria neopina är en fjärilsart som beskrevs av Wize 1930. Issoria neopina ingår i släktet Issoria och familjen praktfjärilar. Inga underarter finns listade i Catalogue of Life.